# René Izquierdo
Pour les articles homonymes, voir Izquierdo.
René Izquierdo, né le 6 septembre 1948 à Villeurbanne, est un footballeur français des années 1970 et 1980. Durant sa carrière, il évolue au poste de défenseur, principalement en Division 2.

## Biographie

### Carrière de joueur
Né le 6 septembre 1948 à Villeurbanne, dans l'agglomération lyonnaise, René Izquierdo est formé à l'Olympique lyonnais. Il fait ses débuts professionnels avec le club rhodanien lors de la saison 1969-1970, disputant sa première rencontre de Division 1 et deux matchs de Coupe de France. Ces débuts avec son club formateur restent sans lendemain, car il est transféré en 1970 à l'Entente Bagneaux-Fontainebleau-Nemours, qui vient d'accéder à la Division 2 pour la première fois de son histoire. René Izquierdo joue durant quatre saisons sous les couleurs du club de Seine-et-Marne, disputant une centaine de rencontres et marquant vingt-cinq buts.
En 1974, René Izquierdo change de club mais reste en Île-de-France, étant recruté par le Red Star, qui vient d'obtenir sa remontée en Division 1. Après avoir joué neuf rencontres à ce niveau lors de sa première saison avec le club audonien, le défenseur accompagne le Red Star dans sa redescente en D2, et y reste durant trois autres années, malgré un temps de jeu réduit. À l'été 1978, il est recruté par le Stade rennais, qui souhaite se relancer après avoir frôlé la liquidation judiciaire. Il y est associé en défense centrale à Jean-Yves Kerjean, et dispute trois nouvelles saisons comme titulaire en deuxième division. René Izquierdo met finalement un terme à sa carrière professionnelle après une ultime saison au Stade lavallois en Division 1, sous contrat promotionnel, lors de l'exercice 1981-1982.

### Après-carrière
En 1982 il est trésorier de l'UNFP.
Quittant Laval, René Izquierdo exerce durant quatre ans comme entraîneur de l'Espérance de La Bouëxière, un club amateur basé à proximité de Rennes, jusqu'en 1986. Par la suite, il s'investit au sein de l'association des anciens joueurs du Stade rennais, qu'il co-fonde et avec Cyrille L'Helgoualch et Philippe Berlin. Il participe ainsi à des rencontres de charité en compagnie d'autres anciens joueurs du club breton,.

## Statistiques
| Saison                | Club                  | Championnat           | Championnat | Championnat | Coupe(s) nationale(s) | Coupe(s) nationale(s) | Total | Total |
| Saison                | Club                  | Division              | M.          | B.          | M.                    | B.                    | M.    | B.    |
| 1969-1970             | Olympique lyonnais    | Division 1            | 1           | 0           | 2                     | 0                     | 3     | 0     |
| 1970-1971             | Entente BFN           | Division 2            | 24          | 8           | 3                     | 1                     | 27    | 9     |
| 1971-1972             | Entente BFN           | Division 2            | 16          | 5           | 0                     | 0                     | 16    | 5     |
| 1972-1973             | Entente BFN           | Division 2            | 25          | 8           | 0                     | 0                     | 25    | 8     |
| 1973-1974             | Entente BFN           | Division 2            | 33          | 3           | 0                     | 0                     | 33    | 3     |
| 1974-1975             | Red Star FC           | Division 1            | 9           | 0           | 0                     | 0                     | 9     | 0     |
| 1975-1976             | Red Star FC           | Division 2            | 7           | 0           | 1                     | 0                     | 8     | 0     |
| 1976-1977             | Red Star FC           | Division 2            | 7           | 0           | 0                     | 0                     | 7     | 0     |
| 1977-1978             | Red Star FC           | Division 2            | 15          | 0           | 1                     | 0                     | 16    | 0     |
| 1978-1979             | Stade rennais FC      | Division 2            | 34          | 0           | 2                     | 0                     | 36    | 0     |
| 1979-1980             | Stade rennais FC      | Division 2            | 35          | 1           | 7                     | 0                     | 42    | 1     |
| 1980-1981             | Stade rennais FC      | Division 2            | 23          | 1           | 3                     | 0                     | 26    | 1     |
| 1981-1982             | Stade lavallois       | Division 1            | 17          | 0           | 3                     | 0                     | 20    | 0     |
| Total sur la carrière | Total sur la carrière | Total sur la carrière | 246         | 26          | 22                    | 1                     | 268   | 27    |